# Aloe namorokaensis
Aloe namorokaensis ist eine Pflanzenart der Gattung der Aloen in der Unterfamilie der Affodillgewächse (Asphodeloideae). Das Artepitheton namorokaensis verweist auf das Vorkommen der Art im Nationalpark Namoroka auf Madagaskar.

## Beschreibung

### Vegetative Merkmale
Aloe namorokaensis wächst stammlos oder kurz stammbildend. Die etwa neun lanzettlichen Laubblätter bilden eine lockere Rosette. Die dunkelgrüne Blattspreite ist 25 bis 35 Zentimeter lang und 3 Zentimeter breit. Die deltoiden Zähne am schmalen rötlichen Blattrand sind 2 Millimeter lang und stehen 6 bis 10 Millimeter voneinander entfernt. Die Blattscheiden sind 3 Zentimeter lang.

### Blütenstände und Blüten
Der einfach Blütenstand erreicht eine Länge von 30 Zentimeter. Die ziemlich dichten Trauben sind 10 Zentimeter lang. Die rötlichen Brakteen weisen eine Länge von bis zu 10 Millimeter auf. Die leuchtend zinnoberroten Blüten stehen an 10 Millimeter langen Blütenstielen. Sie sind 25 bis 30 Millimeter lang und leicht gebogen. Oberhalb des Fruchtknotens sind die Blüten verengt und schließlich zur Mündung erweitert. Ihre äußeren Perigonblätter sind nicht miteinander verwachsen. Die Staubblätter und der Griffel ragen kaum aus der Blüte heraus.

### Früchte
Die Früchte sind kurz zylindrische Beeren mit einer Länge von 15 Millimetern.

## Systematik und Verbreitung
Aloe namorokaensis ist auf Madagaskar in feuchten Ritzen in Kalksteinfelsen verbreitet.
Die Erstbeschreibung als Lomatophyllum namorokaense durch Werner Rauh wurde 1998 veröffentlicht. Noch im gleichen Jahr stellten Leonard Eric Newton und Gordon Douglas Rowley die Art in die Gattung Aloe.

## Nachweise